# Gilson Metidieri
Gilson Metidieri (1944) è un ex calciatore brasiliano.

## Biografia
Nativo del Brasile, suo cugino è Carlos Metidieri, che fu anch'egli calciatore e suo compagno di squadra ai Boston Tigers ed ai L.A. Wolves.

## Carriera
Inizia la carriera in patria al São Bento.
Nel 1967 viene ingaggiato dai Boston Tigers. Con i Tigers ottiene il terzo posto della Northern Division della American Soccer League 1966-1967. Successivamente venne ingaggiato dagli statunitensi del Boston Rovers, senza però mai scendere in campo in partite ufficiali.
Nella stagione 1968 fu ingaggiato dal Los Angeles Wolves, società con cui giunse al terzo posto della Pacific Division.